# Sinclairia sublobata
El papelillo (Sinclairia sublobata) es una planta arbustiva de la familia de las asteráceas. Sus anchas hojas son consideradas comestibles en países centroamericanos como Nicaragua y El Salvador.

## Terminología
Esta planta también es conocida con los nombres: San Nicolás, tampupo, papelillo o quelite.

## Descripción botánica
Sinclairia sublobata es un arbusto o árbol pequeño (generalmente 1-2 m) de tallos pubescentes que desarrolla hojas simples opuestas, de forma rómbico-ovada a lanceolada, de entre 6-15 cm de largo y 5-8 cm de ancho, ápice acuminado, base ampliamente cuneada, márgenes irregularmente dentados y con frecuencia hastado-lobados cerca de la base. Los pecíolos son de 3 a 6 cm de largo. Posee capitulescencias de panículas, casi siempre grandes, piramidales, de 6 a 30 cm de largo; capítulos discoides, de entre 7 y 10 mm de largo y 3.5-5 mm de ancho. Produce aquenios angostamente turbinados, de 2 a 2.5 mm de largo y vilanos de dos series y pajizos.

## Fenología
Florece y fructifica de diciembre a marzo.

## Hábitat y distribución
Sinclairia sublobata habita en bosques secos desde el sur de México hasta Nicaragua.

## Uso culinario
En México es considerado un quelite, es decir, una planta de hojas comestibles. En El Salvador es llamado papelillo y se usa como ingrediente culinario, especialmente como relleno para las pupusas, el «plato nacional salvadoreño». Asimismo, se pican con tomate, cebolla, sal y queso, y también se mezclan con mantequilla o margarina. Se consumen tanto las hojas como las plántulas y brotes tiernos, y se suelen encontrar a la venta en los mercados locales.

## Sinonimia
- Sinonimia: Liabum sublobatum Robinson

Robinson considera a S. sublobata como un sinónimo de S. glabra (Hemsl.) Rybd., mientras que Turner la considera como especie distinta.